# Henri de Kerchove d'Exaerde
Pour les autres membres de la famille, voir Famille Kerchove.
Henri Ernest Marie, baron de Kerchove d’Exaerde, né le 10 septembre 1870 à Gand et y décédé le 15 janvier 1942 fut un homme politique flamand catholique.

## Biographie
Henri de Kerchove d’Exaerde fut docteur en droit et en sciences politiques et sociales (KUL).
Commissaire d'arrondissement (1910-1928), il fut élu sénateur de l'arrondissement de Gand-Eeklo pour le Parti Catholique (1928-36), en suppléance d'Arnold t'Kint de Roodenbeke.
Il fut créé baron en 1921.